# Биг-Сур (фильм)
«Биг-Сур» (англ. Big Sur) — кинофильм американского режиссёра Майкла Полиша, экранизация одноимённого романа одного из важнейших представителей литературы битников — Джека Керуака. Премьерный показ картины состоялся 23 января 2013 года на кинофестивале «Сандэнс», широкий прокат стартовал 1 ноября того же года. Мнения кинокритиков о фильме разделились.

## Сюжет
Джек Керуак, обременённый внезапным успехом своего дебютного романа «В дороге», скрывается от настойчивого внимания публики в уединённой хижине в живописном и малонаселённом районе Калифорнии Биг-Суре. Проведя три недели в одиночестве, он поддаётся скуке и отправляется во Фриско, где начинает безостановочно пить со своими друзьями-битниками. Джек с нетерпением ждёт встречи с Нилом Кэссиди, которого он не видел уже несколько лет, и его супругой Кэролайн. Друзья в компании с Майклом Макклюром, Филиппом Уэйленом, Виктором Вонгом и другими проводят выходные в домике Лоуренса Ферлингетти в Биг-Суре. После оживлённого уик-энда товарищи Керуака разъезжаются, а он остаётся в лесу с тяжёлым похмельем. Вскоре Кэссиди, с женой и тремя детьми, возвращается, чтобы отпраздновать день рождения Джека. После идиллического отдыха на пляже Нил отвозит семью домой и знакомит друга со своей любовницей Билли. Керуак остаётся в её квартире на многие дни, проводя большую часть времени в старом кресле с бутылкой красного вина. Билли хочет выйти замуж за Джека, но перспектива брака пугает его. Лью Уэлч отвозит пару в Биг-Сур, чтобы спокойно провести время, но вместо этого у писателя начинается нервный срыв. Он проводит мучительную ночь, обуреваемый параноидальными мыслями и внутренними демонами. Наутро Билли уходит от Джека, а в его душе, наконец, воцаряется покой.

## В ролях
| - Жан-Марк Барр — Джек Керуак - Джош Лукас — Нил Кэссиди - Рада Митчелл — Кэролайн Кэссиди - Кейт Босуорт — Вильямин «Билли» Дебни - Энтони Эдвардс — Лоуренс Ферлингетти | - Генри Томас — Филипп Уэйлен - Бальтазар Гетти — Майкл Макклюр - Патрик Фишлер — Лью Уэлч - Джейсон Вонг — Виктор Вонг - Стана Катич — Ленор Кэндл |

## Создание
Майкл Полиш был приглашён обладателями авторских прав на творчество Керуака экранизировать роман «Бродяги Дхармы», но режиссёр отказался, ссылаясь на то, что ему не по душе название «Бродяги Дхармы», хоть само произведение и входит в число его любимых, он не хотел бы выпускать кино с таким названием. Ознакомившись со списком книг, планируемых к экранизации, Полиш выразил желание снять фильм по роману «Биг-Сур» — одному из последних сочинений Керуака. Ему была предоставлена оригинальная рукопись писателя, включая не публиковавшиеся фрагменты, и в течение четырёх дней Полиш разработал первый черновик сценарной адаптации, в котором дословно сохранил бо́льшую часть текста Керуака, добавив в него лишь около двенадцати собственных слов. Сокращению подверглись многостраничные описания пейзажей и животных Биг-Сура, не играющие весомой роли для фильма; также были вычеркнуты некоторые ключевые фигуры битников, присутствовавшие в романе. Характерной особенностью киноверсии стало частое закадровое цитирование прозы Керуака; эти голосовые записи были сделаны ещё до начала съёмок, в день, когда актёр читал сценарий вслух, сидя в своём гостиничном номере в Сан-Франциско.
Роль Джека Керуака исполнил франко-американский актёр Жан-Марк Барр, известный по сотрудничеству с датским режиссёром Ларсом фон Триером, образ его ближайшего друга Нила Кэссиди воплотил Джош Лукас, роль его жены Кэролайн Кэссиди сыграла австралийская актриса Рада Митчелл, роль общей любовницы Джека и Нила Вильямины «Билли» Дебни — супруга Майкла Полиша Кейт Босуорт. Почти вся съёмочная группа была хорошо знакома с литературой бит-поколения: Барр читал Керуака и Генри Миллера во время учёбы в Берлинском университете, Митчелл — в Мельбурнском университете, Лукас и Полиш познакомились с творчеством Керуака ещё будучи подростками. Кроме того, актёры не понаслышке знали о жизни «в дороге» — Барр путешествовал по Англии, Германии, Соединённым Штатам и Франции, Митчелл ездила по Индии и Таиланду. Полиш был знаком с литературными соратниками Керуака Майклом Макклюром и Лоуренсом Ферлингетти — владельцем той самой хижины в Биг-Суре. Фильм снимался в калифорнийском округе Монтерей и в самом районе Биг-Сур — местах, где происходили события романа.
Пейзажи Биг-Сура
    

## Критика
Первые отклики кинокритиков — с премьеры ленты на кинофестивале «Сандэнс» — были преимущественно одобрительными. Джастин Лоу (The Hollywood Reporter) написал, что с задачей создания по-настоящему захватывающей и выверенной адаптации творчества Керуака Майкл Полиш справился лучше большинства режиссёров. Зеба Блэй (Slant Magazine) сочла «Биг-Сур» тонким, изысканного вида фильмом; кратким, но блестящим портретом творца. Гай Лодж (Variety) лестно отозвался о скорбной грандиозности музыкального фона братьев Аарона и Брюса Десснеров из группы The National и операторской работе Дэвида Маллена, оптические ухищрения которого задали картине элегантный мрачный тон.
В преддверии выхода фильма на широкие киноэкраны он был нещадно раскритикован в американской прессе. Дэвид Ли Даллас (Slant Magazine) написал, что стремление Полиша найти собственный кинематографический язык выливается в дословный пересказ текста Керуака, а попытки достичь медитативного настроения фильмов Терренса Малика оборачивается низведением романа до презентации в PowerPoint. Рекс Рид (The New York Observer) в рецензии, озаглавленной «Биг-Сур: Ещё один в бесконечном потоке фильмов о битниках, которые никто не захочет посмотреть», безапелляционно заявил, что кино о бит-поколении, начиная с ленты «Стук сердца» (1980) и заканчивая экранизацией «На дороге» (2012), никогда не имело успеха, и «Биг-Сур» — не исключение. По мнению Элизабет Вейцман (Daily News), вся картина сводится лишь к закадровому чтению текста Барром в режиме беспилотника и съёмке Полишем захватывающих пейзажей Биг-Сура.
Более лояльно о фильме отозвалась Шейла О’Мэлли на сайте Роджера Эберта, назвав «Биг-Сур» потрясающе красивым и довольно сильным в изображении алкоголизма, депрессии и маниакальных расстройств; главный же недостаток постановки — настойчивая закадровая озвучка прозы Керуака, которая отдаляет от происходящего на экране и не позволяет зрелищу раскрываться, достигать кульминации и продолжать развиваться самостоятельно. Нейтрально оценил картинку Джон де Фор (The Washington Post), назвав её красивой, иногда трогательной, но имеющей те же трудности в связи с окружающим миром, что и у её главного героя. Более тепло на ленту отреагировал Стивен Холден (The New York Times), дав описание в таких словах: «Снятый без следа сентиментальности, „Биг-Сур“ — это мучительно печальное последнее „ура!“»